# 우수전
우수전(중국어 정체자: 吳淑珍, 병음: Wú Shúzhēn, 1952년 7월 11일 ~ )은 중화민국 총통 천수이볜의 부인이다.